# Compagnia missionaria del Sud America
La Compagnia missionaria del Sud America fu fondata a Brighton nel 1844. Il primo segretario fu il capitano Allen Gardiner. La denominazione originaria, "Compagnia missionaria della Patagonia", fu cambiata dopo la morte del capitano, il quale perì di inedia nel 1851 sull'isola di Picton, nell'estremo orientale del canale di Beagle. Gardiner sosteneva che la missione originaria dovesse essere estesa dal territorio patagonico all'intero Sud America.
La Compagnia si proponeva come finalità quella di reclutare, inviare e supportare i missionari cristiani in Sud America. Esistevano sedi societarie in Gran Bretagna, Irlanda, Canada, Australia, Nuova Zelanda e Stati Uniti.

## Storia

### Allen Gardiner e la "Compagnia missionaria della Patagonia"
Frutto dell'espansione d'oltremare britannica e del fervore religioso del XIX secolo, la "Compagnia missionaria della Patagonia" nacque con il desiderio di diffondere il Vangelo ai confini del mondo, in territori di recente penetrazione. Gardiner, il suo creatore, era un ex ufficiale di marina caratterizzato da una grande sete d'avventura, un vigore estremo che lo portò a compiere imprese azzardate. Nato nel 1794, ricevette la sua chiamata a Cristo dopo i trent'anni, da cui intraprese un'esperienza missionaria che spazia dallo Zululand al Cile, fino alla Nuova Guinea, esperienza che il più delle volte finì per demoralizzarlo sia per la poca assistenza che per gli antagonismi politici locali. Quando seppe della situazione in Terra del Fuoco, però, pensò che lì la situazione sarebbe stata diversa: si trattava di una terra vergine, fuori dalla portata di pericolose influenze. Inoltre, egli ebbe notizia di alcuni indiani fuegini portati in Inghilterra dal capitano FitzRoy, nel 1830, i quali erano stati educati alla dottrina protestante e in aggiunta parlavano l'inglese.
Tra questi, il più famoso fu Jemmy Button, le cui vicende hanno una grande importanza nel quadro dell'incrocio tra la cultura britannica e quella fuegina. Così Gardiner progettò una missione in loco, ma il primo viaggio si concluse con un insuccesso a causa del comportamento dei fuegini, che li infastidirono con continui furti sino a portarli all'esasperazione. Era il 1840, e il fondatore della compagnia non si perse d'animo: tenne conferenze in suolo britannico al fine di raccogliere i fondi per una nuova spedizione, parlando al pubblico dell'importanza della compagnia e delle sue finalità. Fu in questo periodo che conobbe George Packenham Despard, che divenne il segretario della compagnia e che in seguito sarà tra i protagonisti delle vicende che la riguardano. Con sussidi poco soddisfacenti, Gardiner e il suo equipaggio di sei uomini partirono alla volta della Terra del Fuoco, dove arrivarono a dicembre del 1850.
Fu l'inizio di un inesorabile declino del corso degli eventi: le due lance (la Speedwell e la Pioneer) subirono gravi danni, i canotti andarono perduti e l'Ocean Queen, ossia la nave che li aveva portati nell'arcipelago, era ripartita verso San Francisco portandosi via le poche pallottole per i loro fucili. La fame e il freddo iniziarono a farsi sentire, il territorio era inospitale e i soccorsi ancora lontanissimi. Quando nell'ottobre del 1851 una nave di soccorso giunse in zona, nessuno era più in vita. L'impresa era stata preparata nel peggiore dei modi, non si raggiunse alcun contatto con Jemmy Button e tutto l'equipaggio ci rimise la pelle: quando il "Times" riportò a notizia della tragedia, non mancò di metterla in ridicolo e di incitare ad una decisa archiviazione delle missioni in Patagonia. Eppure, la lenta morte di Gardner e dei suoi compagni su una spiaggia lontana, rappresentò un vantaggio per la Compagnia missionaria della Patagonia: cominciarono ad affluire finanziamenti e le casse, da vuote che erano, traboccarono. Inoltre, con il fermo e opportunistico coordinamento di George Packenham Despard, venne mobilitato il sostegno all'idea di usare le isole Falkland come base missionaria nella quale condurre i fuegini della Terra del Fuoco per dar loro un'istruzione e non correre pericoli, per poi rimandarli a civilizzare la propria gente. Era un'idea a cui lo stesso Gardiner pensò, e che incontrò anche il parere positivo dell'ormai datato capitano Robert FitzRoy. Si decise di raccogliere fondi per la costruzione di una nave commemorativa di Gardiner, la quale sarebbe servita per il viaggio alle Falkland. Nell'agosto 1854, l'Allen Gardiner galleggiava sul fiume Dart, e due mesi più tardi partiva da Bristol, diretta alle Falkland, con al comando William Parker Snow. Era l'inizio di un nuovo capitolo della storia della Compagnia, e più in generale della storia britannica nel contesto della Terra del Fuoco.